# (264045) Heinerklinkrad
(264045) Heinerklinkrad est un astéroïde de la ceinture principale.

## Description
(264045) Heinerklinkrad est un astéroïde de la ceinture principale. Il fut découvert le 13 septembre 2009 à ESA OGS par Matthias Busch et Rainer Kresken. Il présente une orbite caractérisée par un demi-grand axe de 3,08 UA, une excentricité de 0,13 et une inclinaison de 12,4° par rapport à l'écliptique.

## Compléments